# Tangled in Dream
Tangled In Dream è il secondo album in studio del gruppo progressive metal australiano Vanishing Point, pubblicato dalla Limb il 12 dicembre 2000.

## Il disco
A detta della stampa di settore è il loro disco più rappresentativo che gli valse la partecipazione all'edizione 2000 del Wacken Open Air.
Nel 2004 i Sonata Arctica inclusero una cover del brano Two Minds One Soul nel loro EP Don't Say a Word.

## Tracce
1. Surreal
2. Samsara
3. Closer apart
4. Bring on the rain
5. Never walk away
6. The real you
7. Two minds one soul
8. I will awake
9. Dancing with the devil
10. Father (7 years)
11. Tangled in dreams
12. On the turning away (Ghost track) – cover dei Pink Floyd

## Formazione
- Silvio Massaro - voce
- Chris Porcianko - chitarre
- Joe Del Mastro - basso
- Tom Vucur - chitarre
- Jack Luckic - batteria
- Danny Olding - tastiere